# CLAMP

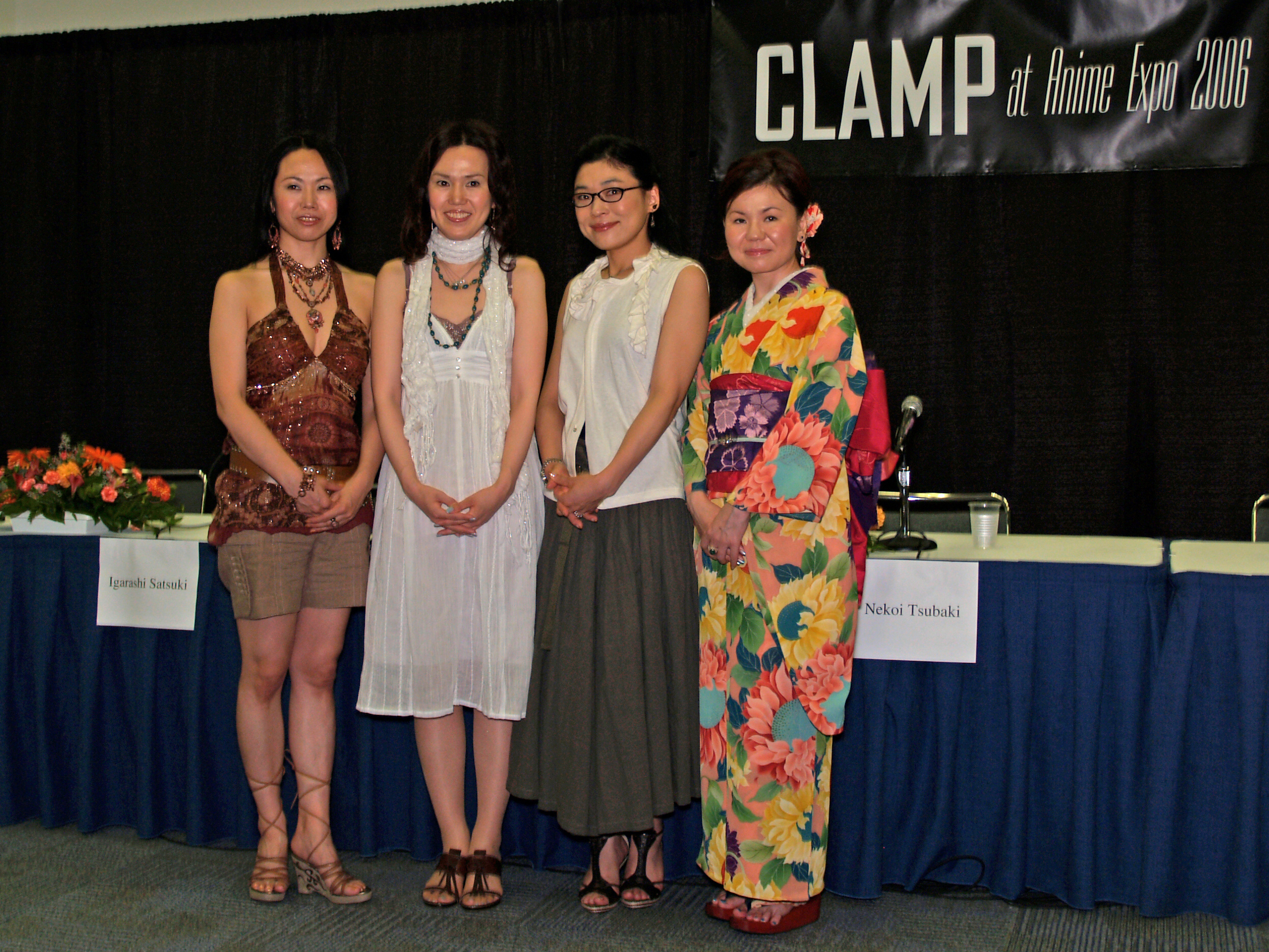
CLAMP in 2006

CLAMP is een volledig vrouwelijke Japanse mangaka-groep. Ze zijn in 1989 begonnen als een twaalf leden tellende Dojinshi-cirkel. Tegenwoordig zijn ze een viertal. Hun bekendste werken zijn Angelic Layer, Chobits en Tsubasa Chronicle, Cardcaptor Sakura.

## Geschiedenis
CLAMP is begonnen als een dojinshi-cirkel met twaalf leden in 1989. Een jaar later, in 1990, verlieten er vijf leden de groep. Van de overgebleven zeven verlieten Tamayo Akiyama, Sei Nanao en Leeza Sei de groep tijdens de productie van hun debuutmanga RG Veda. Tegenwoordig zijn er vier leden van de groep.
Het werk dat CLAMP maakt varieert van kinderen en komedie (Cardcaptor Sakura en Clamp School Detectives) tot aan de meer dramatische en tienergerelateerde series als xxxHolic en X.
In 2004, tijdens het 15-jarige bestaan van de groep, veranderde de leden hun namen. Nanase Ohkawa, Mokona Apapa, Mick Nekoi en Satsuki Igarashi werd Ageha Ohkawa, Mokona, Tsubaki Nekoi en Satsuki Igarashi. De laatste wordt hetzelfde uitgesproken maar met andere karakters geschreven. In Newsweek USA gaven ze een verklaring voor deze naamsverandering, ze wilden nieuwe namen uitproberen. Later werd in een ander interview duidelijk dat Mokona haar voornaam onvolwassen vond en Nekoi vond het niet leuk dat haar naam hetzelfde was als die van Mick Jagger. Ohkawa en Igarashi deden mee met de naamsverandering.

## Werken

### In productie
- Clover
- Kobato
- Legend of Chung Hyang
- Legal Drug
- X/1999
- xxxHolic

### Compleet Werk
- Angelic Layer
- Cardcaptor Sakura
- Chobits
- Clamp no Kiseki
- Clamp School Detective
- Duklyon: Clamp School Defenders
- Magic Knight Rayearth
- 20 Mensō ni Onegai!!
- Miyuki-chan in Wonderland
- The One I Love
- RG Veda
- Shirahime-Syo: Snow Goddess Tales
- Suki Dakara Suki
- Tokyo Babylon
- Wish
- Tsubasa Chronicle

- Bibliothèque nationale de France: cb125222493 (data)
- Catàleg d'autoritats de noms i títols de Catalunya: 981058612720806706
- CiNii: DA15589678
- Gemeinsame Normdatei: 16019276-6
- International Standard Name Identifier: 0000 0001 2308 2377
- Library of Congress Control Number: no2004102338
- MusicBrainz: bdf31698-dc28-4224-bca8-c4a92aefbc18
- MusicBrainz: 22b0362a-8cdf-4bf8-8154-02fda68d6b65
- Bibliotheek van het Japanse parlement: 00261551
- Nationale Bibliotheek van Israël: 987007345850305171
- Système universitaire de documentation: 034469508
- Virtual International Authority File: 127722623